# Addison Brown
Addison Brown (West Newbury (Massachusetts), 21 febbraio 1830 – New York, 9 aprile 1913) è stato un avvocato, magistrato e botanico statunitense.
Brown fu giudice federale degli Stati Uniti d'America.

## Biografia
Nato a West Newbury (Massachusetts), Brown studiò all'Amherst College.
Conseguì un A.B. presso la Harvard University nel 1852 e un LL.B. presso la Harvard Law School nel 1854.
Ammesso al Collegio degli Avvocati di New York nel 1855, Brown praticò diritto privato a New York fino al 1881, quando fu nominato giudice della Corte Distrettuale degli Stati Uniti per il Distretto Meridionale di New York.
Brown ricevette la nomina da James A. Garfield il 2 giugno 1881 per ricoprire un posto lasciato vacante da W.G. Choate.
Egli fu formalmente nominato il 12 ottobre 1881 e fu confermato dal Senato degli Stati Uniti il 14 ottobre, insediandosi lo stesso giorno.
Le sue opinioni giudiziali, in numero pari a circa 1800, per lo più relative alle leggi marinare, all'ammiragliato, all'estradizione e alla bancarotta, sono incluse nei Volumi da 8 a 115 del The Federal Reporter.
Andò in pensione il 30 agosto 1901.

## Il Brown botanico

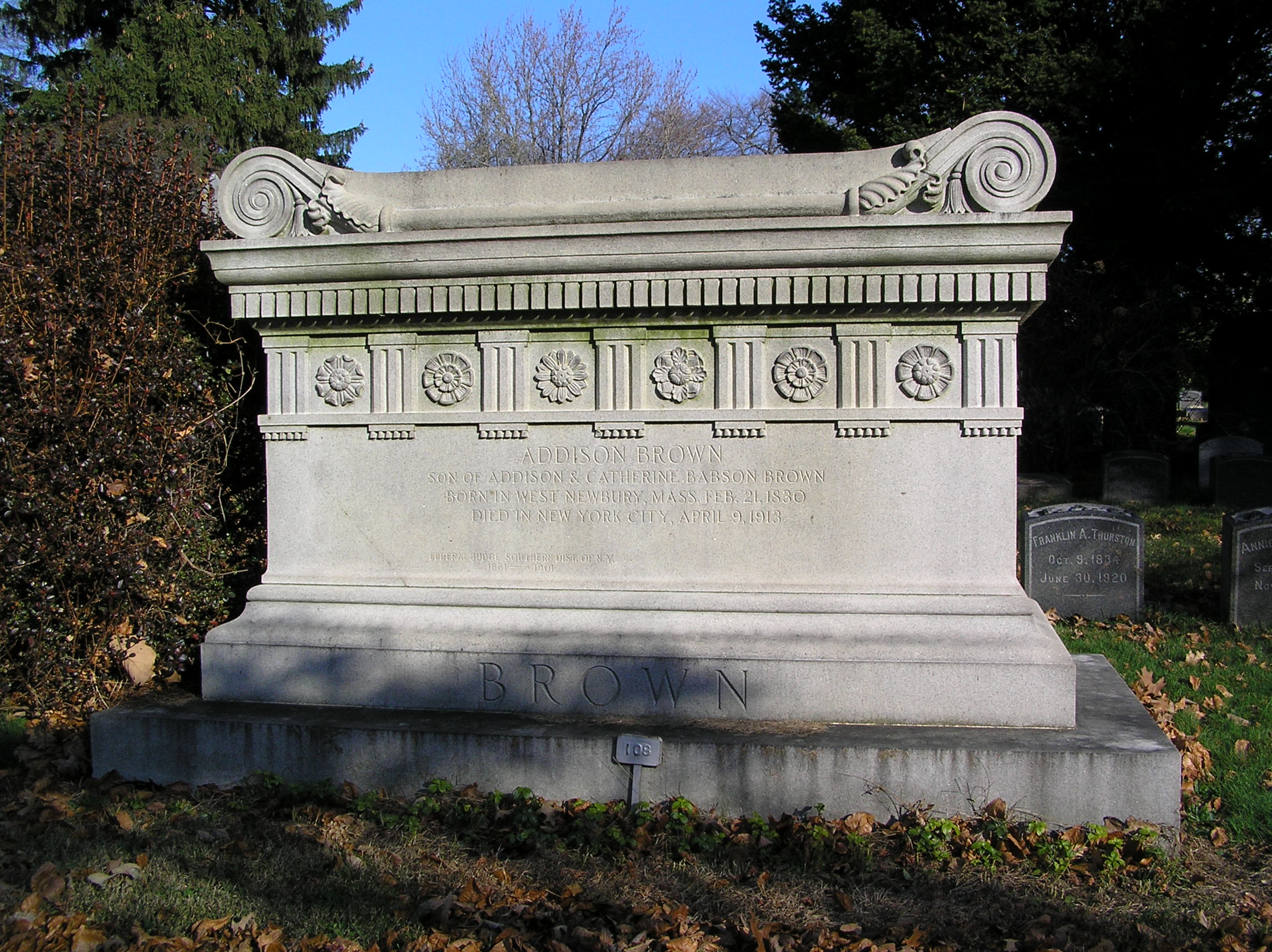
Il sarcofago di Addison Brown nel Woodlawn Cemetery

Il giudice Brown ebbe un'elevata reputazione anche come botanico.
Nel 1891, fu uno dei fondatori del New York Botanical Garden.
Brown lasciò anche un lascito per la pubblicazione annuale di una rivista botanica, in seguito denominata Addisonia, esclusivamente dedicata alle piante degli Stati Uniti e dei suoi possedimenti territoriali, alle fioriture nel New York Botanical Garden o nelle sue conservatorie.
Morì a New York e fu sepolto in un grandioso sarcofago che si trova al Woodlawn Cemetery nel Bronx.

## Opere principali
Fra le altre, Brown pubblicò le seguenti opere:
- Illustrated Flora of the Northern United States and Canada (tre volumi, 1896-98; nuova edizione, 1913 — opera scritta con Nathaniel L. Britton)
- The Elgin Botanical Garden and its Relation to Columbia College and the New Hampshire Grants (1908)